# クラブ・プラサ・デ・デポルテス・コロニア
クラブ・プラサ・デ・デポルテス・コロニア (スペイン語: Club Plaza de Deportes Colonia) 、通称プラサ・コロニア (Plaza Colonia) は、ウルグアイのコロニア・デル・サクラメントを本拠地とするサッカークラブである。2024年からはセグンダ・ディビシオン（2部）に所属している。

## 歴史
1917年にアルベルト・スピーシによって設立された。2000年にウルグアイサッカー協会に加盟。2001年には1部リーグであるプリメーラ・ディビシオンに昇格し、初年度を7位で終えた。
2015-16シーズン、リーグ戦の後期にあたるクラウスーラでクラブ史上初のタイトルを獲得。初の国際大会となるコパ・スダメリカーナへの出場権を獲得した。
2021シーズン、今度は前期にあたるアペルトゥーラで優勝し2度目のタイトルを獲得した。通算成績で最上位になったためコパ・リベルタドーレス予選2回戦からの出場資格を得るも、ボリビアのクラブ、ザ・ストロンゲストに2-3で敗れた。

## タイトル

### 国内タイトル
- プリメーラ・ディビシオン : 2回
  - 2016クラウスーラ, 2021アペルトゥーラ

## 歴代所属選手
- マウリシオ・ビクトリーノ 2004
- ディエゴ・ルガーノ 2001-2002
- フェリックス・アウグスティン・ゴンザレス・ダルマス 2014
- レンゾ・ロペス 2017
- マティアス・カセラス 2018